# ザ・ノース・フェイス
ザ・ノース・フェイス（英:The North Face,Inc. ）は、アメリカのアウトドアレクレーション製品会社。山岳で登山が難しい北側のことを指すノース・フェイスが社名の由来である。

## 沿革
1966年にアメリカで創業、1968年にカリフォルニア州サンフランシスコにて、ダグラス・トンプキンスとその妻、スージー・トンプキンスによって設立された。ヨセミテ国立公園のハーフドームの北壁をモチーフにしたロゴを導入する。
2000年に米大手アパレル企業 VF Corporationに2500万ドルで買収され子会社となり、その後成長を続け、2013年の収入は20億ドルと世界最大級のアウトドア用具会社となっている。

## 製品
アウターウェア、フリース、コート、シャツ、フットウェア、バックパック、テント、寝袋等の、ランニング、登山、スキー、スノーボードにわたるアウトドア製品を取り扱っている。
特にアウターウェアやコート、バックパックについては、ファッションアイテムとして着用されることも多い。

## スポンサーとなっているレース
ザ・ノース・フェイスは世界中の多くの主要なウルトラマラソン・トレイルレースの公式スポンサーとなっている。
- トランスジャパンアルプスレース
- ウルトラトレイル・デュ・モンブラン
- ウルトラトレイル・マウントフジ

## 日本における商標権所有
1994年、ゴールドウイン社が、日本における商標権を買い取る。

## 不祥事
- 2019年5月、ブラジルの広告代理店、Leo Burnet Tailor Madeはウィキペディアにおいて、観光地の画像をザ・ノース・フェイスの商品が写り込むものに差し替える、いわゆるCOI編集を行ったため、ウィキメディア財団は、両社に対して抗議声明を出した[5][6]。